# Ubekendt
 Ikke at forveksle med anonym.
En ubekendt er i matematiske sammenhænge en talstørrelse, som til at begynde med ikke kendes; typisk et x i en ligning som f.eks. {\displaystyle 2\cdot x-1=x+2}. Ved hjælp af et sæt regneregler for ligninger kan man bestemme, dvs. fastslå, værdien af det ubekendte "x".

## X
Alle bogstaver kan bruges for en ubekendt størrelse indenfor matematikken, men x er mest udbredt. Brugen kan spores tilbage til det babyloniske ord ?ay 'thing' som blev stavet med begyndelsesbogstavet x i oldspansk eller (ifølge andre kilder) en forkortelse af Latin causa, som var en oversættelse af det arabiske š. Anden forklaring: Den moderne tradition med at bruge x, y og z til at repræsentere en ubekendt blev introduceret af René Descartes i La Géométrie (1637).